# جون هينسلي (مقدم برامج إذاعية)
جون هينسلي (بالإنجليزية: Jon Hensley)‏ هو مقدم برامج إذاعية أمريكي، ولد في 19 أغسطس 1983 في مقاطعة مولينبرغ في الولايات المتحدة، وتوفي في 1 يونيو 2015 في بولينغ غرين في الولايات المتحدة بسبب ضغطات البطن.

## وصلات خارجية
- الموقع الرسمي